# ハーバー・フロント駅
ハーバー・フロント駅（NE1/CC29:HarbourFront MRT Station）は、シンガポール南部にある、MRT北東線と環状線の駅。同2路線の終着駅である。
セントーサ・エクスプレスのヴィヴォシティ駅と接続しており、乗り換えが可能。

## 駅構造
島式1面2線のホームを持つ駅。
| A | ■北東線 | プンゴル方面 |
| B | ■北東線 | プンゴル方面 |

| A | ■環状線 | ドビー・ゴート方面 |
| B | ■環状線 | ドビー・ゴート方面 |

## 語源
「HarbourFront」の文字通りの意味は「港湾前」であり、これはケッペル港の近くに存在したことから名付けた。本駅の中国語名「港湾」(gǎngwān)もタミル語名「துறைமுகம்」(tuṟaimukam)も「港湾」の意味を持つ。

## 歴史

### 北東線
1986年に北東線の予備研究で、ウートラム・パーク駅で終結する路線が計画されていたが、1995年の研究で、路線がワールド・トレイド・センター（世界貿易センター）にサービスを提供するために本駅まで延長された。1996年1月に新路線の計画が政府によって承認された後、暫定的に「ワールド・トレイド・センター」と名付けられたこの駅は、1996年3月にマー・ボウ・タン (Mah Bow Tan)通信大臣によって発表された 16 の駅の 1 つである。2003年6月20日に北東線ホームが開業した。最南端の大型ショッピングモールVivoCityに合わせる形で営業を開始した。

### 環状線
2003年12月12日に、LTAはハーバーフロント駅が CCL との乗り換え駅になり、新しいホームがCCL第5期の一部として建設されることを確認した。このセグメントは、ウェスト・コースト駅（現在のホー・パー・ビラ駅）からこの駅までの 5 つの駅で構成されていた。2011年10月8日に環状線の第４期や第５期と一緒に本駅のホームが開業した。そして本駅がシンガポールでは初の2路線の終着駅となる駅となった。
2013年1月17日、交通大臣のルイ・テック・ユー (Lui Tuck Yew) は、環状線第６期の一部として、ハーバーフロント駅からマリーナ・ベイ駅まで延長されると発表した。この駅とケッペル駅の間のトンネル工事は2019年7月25日に開始されて、2020年8月に完了した。

## 駅周辺
- ビボシティ
  - アディダス
  - ANTA
  - H&M
  - エコー
  - QBハウス
  - 牛角
  - クリスピー・クリーム・ドーナツ
  - クロックス
  - 元気寿司
  - ケンタッキー・フライド・チキン
  - コーチ
  - コンバース
  - シャトレーゼ
  - 周大福
  - ジョリビー
  - 新宿さぼてん
  - スウォッチ
  - スターバックス
  - セイコー
  - ダイソー
  - ダイソン
  - TANGS
  - トイザらス
  - バーガーキング
  - ビアードパパの作りたて工房
  - ファミリーマート
  - フィラ
  - プラダ
  - ベスト電器
  - ポロ
  - マクドナルド
  - モスバーガー
  - 丸亀製麺
  - 無印良品
  - 焼肉ライク
  - 山崎製パン
  - ユニクロ
  - ラコステ
  - リーバイス
  - レイバン
  - ワトソンズ
- ハーバーフロント・センター
  - サブウェイ
  - バスキン・ロビンス
  - ピザハット
  - マクドナルド
  - モスバーガー
  - 吉野家
  - ワトソンズ
- DON DON DONKI HarbourFront店（2020年10月30日オープン[10]）